# Krabbätarsäl
Krabbätarsälen (Lobodon carcinophagus) tillhör familjen öronlösa sälar och lever på kanten av packisen runt Antarktis. Arten är den enda i släktet Lobodon.

## Utseende
Vuxna individer är vanligen 200 till 240 centimeter långa och är ibland 260 centimeter låna. Honor är något större än hannar. Vikten varierar mellan 200 och 300 kg. Pälsens färg är olika beroende på årstiden. Efter sommaren är den mörkbrun på ovansidan och gulbrun på buken. Sedan bleknar färgen till ljusbrun eller beige. Fenorna är alltid mörkast.
Tänderna är väl anpassade för djurets föda som huvudsakligen består av kräftdjur. I underkäkens överdel finns rörformiga hål. När djuret stänger munnen passar de övre tänderna precis i hålen. Pressar knubbsälen sedan ut vattnet fastnar kräftdjuren mellan tänderna.

## Utbredning och habitat
Krabbätarsälen lever huvudsakligen i vid packisen kring Antarktis. Under den antarktiska vintern vandrar sälen långt och når kustlinjerna av Australien, Nya Zeeland, Sydafrika och Patagonien. Flera individer vandrar även långa sträckor på isen. Levande individer har hittats 113 km från det öppna vattnet i regioner som ligger 900 meter över havet. På snö kan de nå en hastighet upp till 25 km/h. När den känner sig hotad roterar sälen ofta flera gånger kring kroppsaxeln.

## Ekologi
Krabbätarsälen är den enda sälart som lever av djurplankton. Förutom kräftdjur som krill fastnar ibland mindre fiskar som inte är större än 12 cm mellan tänderna. Födan simmar inte så långt ner i havet, så det räcker för sälarna att dyka till 30 meters djup.
Efter vilopauser kan arten stanna upp till 16 timmar i vattnet och den gör i genomsnitt 143 dykningar per timme. Krabbätarsälen sväljer fiskar hel utan att tugga. På isen kan arten nå en hastighet på 25 km/h, vilket är snabbt för en säl.

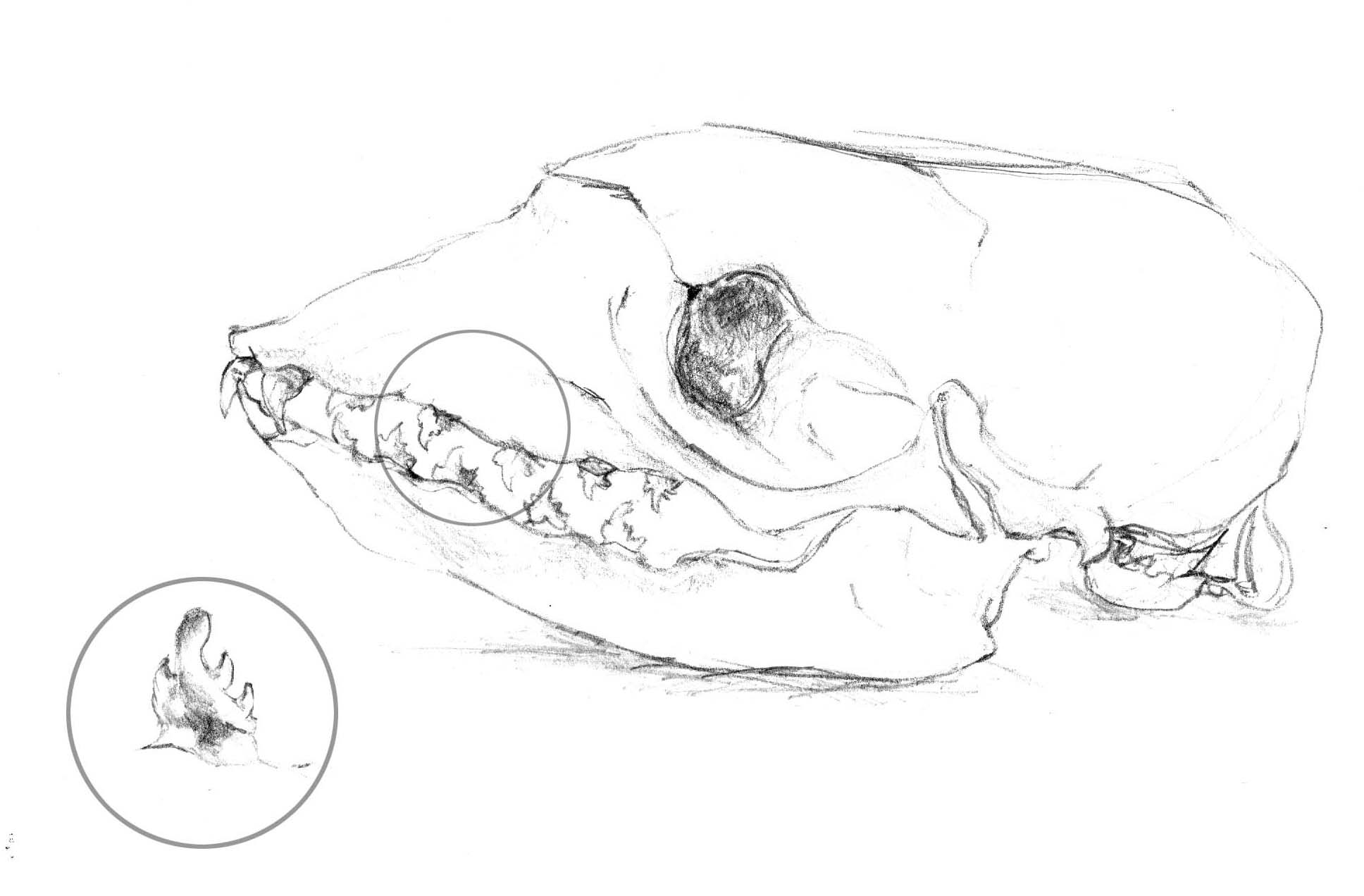
Käken på en krabbätarsäl

Krabbätarsälar lever ensamma eller i små grupper. Med sina tänder kan de inte bygga egna hål i istäcken och därför använder de hål från weddellsälen. På vintern flyttar krabbätarsälar norrut med iskanten. Många unga sälar tappar orienteringen under vandringen och flyttar söderut till antarktiska kontinenten. Tidigare påträffades krabbätarsälar 113 km från kustlinjen och på 1100 meter höjd över havsytan.[när?] Sälar som går vilse kommer att dö. Ofta hittade man frusna kadaver i isen.[när?]
Honorna föder sälkalven på isflaken. Hos honan finns oftast en hanne som troligtvis inte är far till ungdjuret. Ändå skyddar den kalven mot andra hannar. När hannarna slåss gör de samtidigt olika väsljud. Många hannar har ärr som förmodligen härstammar från kampen.
Ungen väger vid födelsen cirka 20 kg och den ökar sedan sin vikt med 4,2 kg per dag under digivningen. Ungen diar sin mor i ungefär tre veckor. Under tiden när ungen får di kan honan tappa halva sin vikt. Honan blir brunstig kort efter att ungen blev självständig. Parningen sker sedan på isflaket. Hos krabbätarsälen varar dräktigheten i 11 månader men troligtvis ingår en tid av fördröjd utveckling. Hannar och honor blir könsmogna efter 3 till 4 år. Honor kan få ungars tills de är 25 år gamla.
Naturliga fiender är späckhuggaren och sjöleoparden. För dem är krabbätarsälar huvudbyten i havet runt Antarktis.

## Bestånd
Krabbätarsälen är den sälart som har flest individer. Uppskattningar varierar mellan 2 miljoner och 75 miljoner individer men IUCN mebar att omkring 12 miljoner individer är troligast. Regionen är svårtillgänglig och därför är populationens utveckling oklar. Den stora jakten på bardvalar var gynnsam för krabbätarsälen. Den har nu färre konkurrenter om födan.
Tidigare jagades sälen men fångsten var inte så framgångsrik som till exempel valfångsten. Sedan människan började fånga krill konkurrerar människan och krabbätarsälen om krillen. Under 1950-talet drabbades populationen kring Antarktiska halvön av en sjukdom med många dödsoffer. Vilken sjukdom gick inte att utreda men som kandidat utpekades valpsjukan. Den globala uppvärmningen betraktas som en potentiell fara för arten.